# Biologisch abbaubarer Kunststoff
Biologisch abbaubare Kunststoffe oder bioabbaubare Kunststoffe bestehen aus Polymeren, die durch Mikroorganismen wie Pilze oder Bakterien, mittels Enzymen unter bestimmten Bedingungen zersetzt werden können. Genaueres wird in verschiedenen Normen definiert. Der Abbau erfolgt im Wesentlichen durch Oxidations- und Hydrolyseprozesse zu den Spaltprodukten Wasser, Kohlendioxid oder Methan und Biomasse. Biologisch abbaubare Kunststoffe sind nicht mit biobasierten Kunststoffen zu verwechseln.

## Abgrenzung zu anderen Begriffen

### Biobasierte Kunststoffe
Gelegentlich werden biologisch abbaubare Kunststoffe als Biokunststoffe oder Bioplastik  bezeichnet. Diese Begriffe sind allerdings missverständlich und bezeichnen – je nach Definition – auch oder nur Kunststoffe, die aus nachwachsenden Rohstoffen hergestellt sind (auch biobasierte Kunststoffe).
 Aufgrund der Missverständlichkeit sollten die Begriffe Biokunststoff und Bioplastik nicht verwendet werden.
Biologische Abbaubarkeit ist eine Eigenschaft, die sowohl biobasierte Kunststoffe (z. B. PLA), als auch Kunststoffe petrochemischen Ursprungs (z. B. PCL) besitzen können. Im Gegenzug gibt es auch biobasierte Kunststoffe, die nicht biologisch abbaubar sind (z. B. CA).

### Oxo-abbaubare / oxo-biologisch abbaubare Kunststoffe
Der Begriff „biologisch abbaubar“ ist deutlich abzugrenzen von in der Verpackungsindustrie genutzten Polyolefinfolien (v. a. PE), die als „oxo-biologisch abbaubar“ oder „oxo-abbaubar“ deklariert sind. „Oxo-abbaubare“ Additive bestehen meist aus Metallionen (Kobalt, Mangan, Eisen, Zink), welche die Oxidation und den Kettenabbau in Kunststoffen, besonders unter Wärme, Luft und Sauerstoff beschleunigen. Ergebnisse dieses Kettenabbaus sind sehr kleine Kettenfragmente, welche nicht biologisch abgebaut werden (keiner der Additivhersteller hat bislang Daten bereitstellen können), allerdings durch die Nahrungskette wandern. Hersteller dieser Additive beziehen sich gelegentlich auf eine ASTM-Prüfrichtlinie, welche jedoch keinerlei Grenzwerte beinhaltet, noch die Erreichung eines Zertifikates ermöglicht.

## Im Körper abbaubare Materialien
Im engeren Sinne (v. a. im Bereich der Biomedizin) als bioabbaubar werden Materialien bezeichnet, die im Körper durch Macrophagen, Enzyme oder Hydrolyse innerhalb von Tagen bis wenigen Jahren abgebaut werden. Hierunter fallen v. a. biogene Polymere wie Kollagen, Fibrin oder Hyaluronsäure, aber auch Polymilchsäure (Polylactid), Polyhydroxyessigsäure und Polycaprolacton.

## Anwendungen

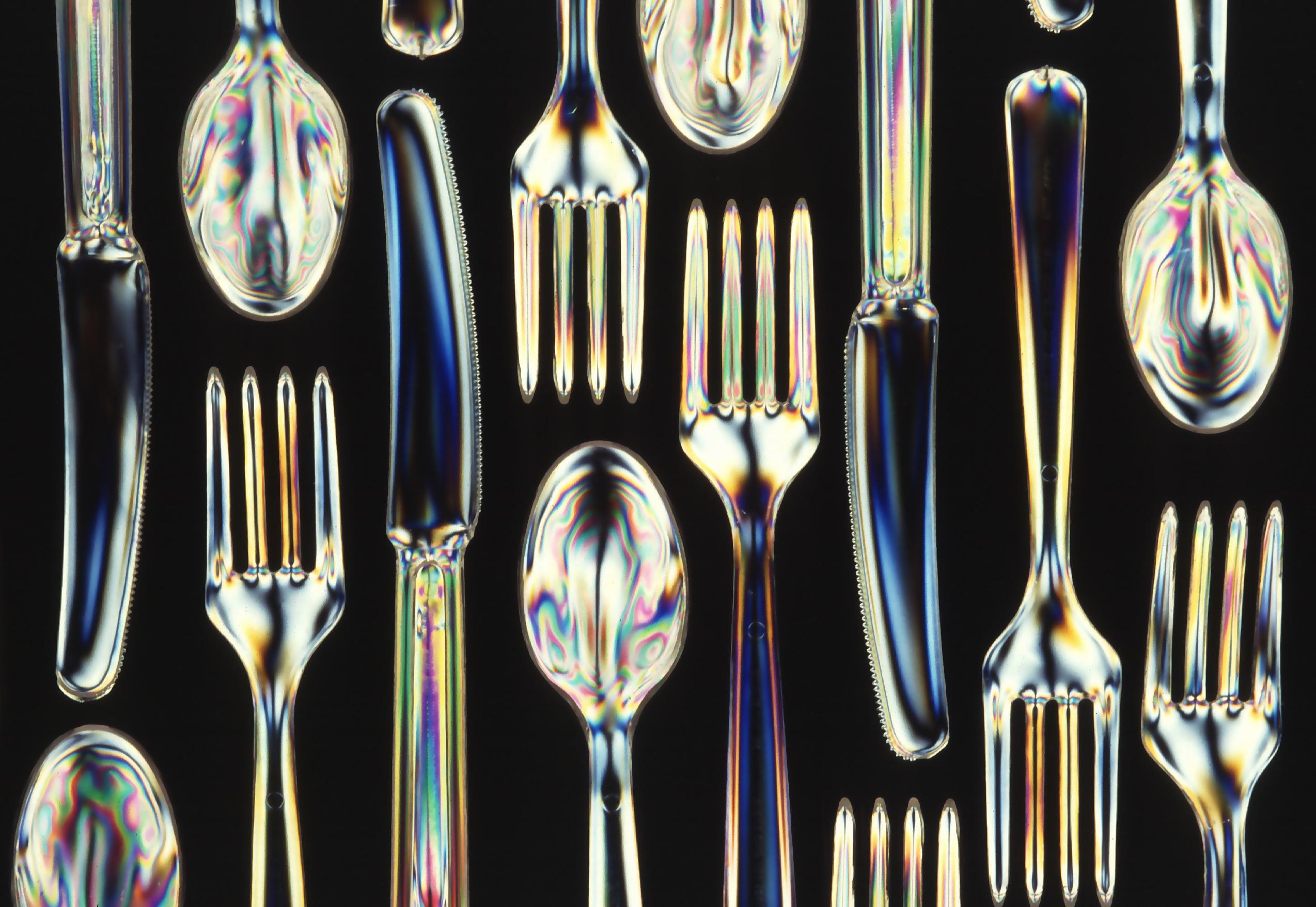
Einweggeschirr aus bioabbaubarem Kunststoff

Biologisch abbaubare Kunststoffe können in vielen alltäglichen und speziellen Bereichen eingesetzt werden. Sie werden oft in Verpackungen und im Cateringbereich zum Beispiel in Form von Einwegbesteck statt konventionellem Plastik verwendet und dann oft als vermeintlich umweltfreundlich beworben.
Im medizinischen Bereich können biologisch abbaubare Kunststoffe beispielsweise zur kontrollierten Freisetzung von Medikamenten oder Impfstoffen im Körper genutzt werden. Daneben werden sie auch als Gerüst für die Gewebezüchtung und für resorbierbare Fäden bei Operationen eingesetzt. Im Gesundheitsbereich (Medizin und Pharmazie) gibt es daneben noch zahlreiche weitere Anwendungen.
Im landwirtschaftlichen Bereich werden Mulchfolien aus biologisch abbaubaren Kunststoffen angeboten. Der Vorteil ist, dass diese untergepflügt werden können und dann im Boden zersetzt werden. Bioabbaubare Kunststoffe kommen auch bei Düngemittel- und Saatgutumhüllungen zum Einsatz.

## Gesetzliche Regelungen

### Europäische Regelungen

Kompostierbarkeitszeichen der DIN CERTCO und der European Bioplastics nach EN 13432

Auf europäischer Ebene erfolgt die Regelung der Richtlinien für bioabbaubare Kunststoffe in der europäischen Norm EN 13432. Die Norm fordert die folgenden Standards, damit ein Kunststoff als vollständig kompostierbar gilt:
- Chemische Analyse: Darlegung aller Inhaltsstoffe und Überprüfung der Grenzwerte für Schwermetalle.
- Abbaubarkeit in wässrigen Medien: 90 % des organischen Materials müssen in 6 Monaten in CO2 umgewandelt werden.
- Kompostierung: Nach 12 Wochen Kompostierung dürfen nicht mehr als 10 % Rückstände bezogen auf die Originalmasse in einem 2-mm-Sieb zurückbleiben.
- Praktische Prüfung der technischen Kompostierbarkeit: Es darf keine negativen Einwirkungen auf den Kompostierungsprozess geben.
- Ökotoxizität: Untersuchung der Wirkung des Komposts auf Pflanzen (Wachstum und Ökotoxizität).

Insbesondere ist zu beachten, dass nur industrielle Kompostierbarkeit gefordert wird. Durch Eigenkompostierung werden auch als 100 Prozent kompostierbar bezeichnete Produkte, wie einige Einkaufstüten, nicht unbedingt vollständig abgebaut. Außerdem werden sie wegen der biologischen Abbaubarkeit nicht zwangsläufig kompostiert, sondern eventuell auch in industriellen Anlagen aussortiert.
Die Zertifizierung wird in Zusammenarbeit mit dem Branchenverband European Bioplastics auf nationaler Ebene geregelt.

### Deutsche Regelungen
Wichtige deutsche Regelungen, die biologisch abbaubare Kunststoffe betreffen sind das Verpackungsgesetz und die Bioabfallverordnung.
Im Allgemeinen dürfen bioabbaubare Kunststoffe nicht im Biomüll entsorgt werden, sondern müssen in der Restabfalltonne entsorgt werden. Lediglich Sammelbeutel, die biologisch abbaubar nach der Norm EN 14995 oder EN 13432 und überwiegend biobasiert sind, dürften in der Biotonne entsorgt werden, was jedoch die meisten örtlichen Entsorger verbieten, da ihnen die Kompostierung zu lange dauert und auch eine deutlich höhere Energiezufuhr benötigt.
In Deutschland können bioabbaubare Kunststoffe durch ein von der Zertifizierungsgesellschaft DIN CERTO vergebenes Kompostierbarkeitszeichen markiert werden.

### Amerikanische Regelungen
In den USA erfolgt die Regelung der bioabbaubaren Kunststoffe vor allem über die ASTM-Norm 6400. Um Produkte als kompostierbar zu kennzeichnen, müssen 60 % des Kunststoffs innerhalb von 180 Tagen abgebaut werden.
Die Zertifizierung erfolgt durch das Biodegradable Products Institute.

## Testverfahren
Allgemein anerkannt sind die OECD-Testverfahren, die auch im Rahmen der Chemikalienzulassung verwendet werden. Für die Klassifizierung als biologisch abbaubarer Kunststoff wird auch die Kompostierbarkeit untersucht.

### Leichte biologische Abbaubarkeit (OECD 301)
Die Tests der OECD-Testserie 301 (A–F) weisen einen raschen und vollständigen biologischen Abbau nach.
Leichte biologische Abbaubarkeit wird dabei nachgewiesen durch einen schnellen und einigermaßen vollständigen Abbau einer Prüfsubstanz in einem aquatischen Milieu unter aeroben Bedingungen. Unterschiedliche Testmethoden stehen für gut oder schlecht lösliche sowie für flüchtige Substanzen zur Verfügung.
- Kohlendioxid-Entwicklungstest (OECD 301 B): Das durch den biologischen Abbau der Prüfsubstanz entstehende Kohlendioxid wird regelmäßig über 28 Tage analysiert und ist Indikator für den biologischen Abbau. Dieser sog. Sturm-Test wird für die Untersuchung schlecht wasserlöslicher Chemikalien verwendet.
- Geschlossener Flaschentest (OECD 301 D): Die biologische Abbaubarkeit der Prüfsubstanz wird bestimmt, indem in regelmäßigen Intervallen über einen Zeitraum von 28 Tagen der Verbrauch von gelöstem Sauerstoff ermittelt wird. Dieser Test wird für flüchtige Chemikalien verwendet.
- Modifizierter OECD-Screening-Test (OECD 301 E): Die biologische Abbaubarkeit der Prüfsubstanz wird über die Messung des Dissolved Organic Carbon (= gelöster organischer Kohlenstoff) über einen Zeitraum von 28 Tagen ermittelt. Dieser Test wird bei ausreichend wasserlöslichen Chemikalien angewendet.

### Inhärente Abbaubarkeit (OECD 302)
Die Tests der OECD-Testserie 302 (A–C) weisen eine zwar eingeschränkte, grundsätzlich aber doch mögliche biologischen Abbaubarkeit der untersuchten Chemikalie nach. Substanzen, die solche Tests bestehen, gelten als grundsätzlich oder inhärent biologisch abbaubar.
- Der Zahn-Wellens-EMPA-Test (OECD 302 B) untersucht die aerobe biologische Abbaubarkeit der Prüfsubstanz und gibt das Ergebnis über die Abnahme des chemischen Sauerstoffbedarfs oder des Dissolved Organic Carbon an. Es handelt sich um den meistverwendeten Test für die Untersuchung der inhärenten Abbaubarkeit. Er liefert zusätzlich Informationen über das Adsorptionsverhalten des untersuchten Stoffs.

## Kritik
Das deutsche Umweltbundesamt (UBA) steht biologisch abbaubaren Kunststoffen aus fossilen Quellen gänzlich ablehnend, und biobasierten biologisch abbaubaren Kunststoffen zurückhaltend bis ablehnend gegenüber. Es ist der Auffassung, dass es keine nachgewiesenen Umweltvorteile durch biologisch abbaubare Kunststoffe gebe und das Bewerben solcher Kunststoffe als umweltfreundlich unterbleiben solle, bis es Beweise dafür gebe. Weiterhin wird angeführt, dass die mehrfache Nutzung und das Recycling von stabileren Produkten ökologische Vorteile gegenüber abbaubaren Kunststoffen habe. Auch die Eignung für Lebensmittelkontakt wird kritisch gesehen, da befürchtet wird, dass die abbauenden Mikroorganismen zu Kontamination der Lebensmittel führen.
Da lediglich die Kompostierbarkeit unter speziellen Bedingungen getestet und zertifiziert wird, wird angezweifelt, inwieweit biologisch abbaubare Kunststoffe überhaupt sinnvoll im Bezug auf die Vermüllungsproblematik – insbesondere der Meere – sind.
Ein weiterer Kritikpunkt ist, dass bei einer angestrebten Kompostierung die chemische Energie in den Stoffen nicht sinnvoll genutzt werde, anders als beispielsweise bei der Müllverbrennung.
Nicht außer Acht zu lassen ist weiterhin, dass sich Artikel aus biologisch abbaubaren Kunststoffen an ihrem Lebensende vermehrt auch im Kunststoff-Abfallstrom befinden werden. Dies hat eine negative Auswirkung auf die Qualität von Kunststoff-Recyclat. Eine Trennung des Abfallstromes zwischen konventionellen und biologisch abbaubaren Kunststoffen ist technisch schwierig und wird derzeit nicht praktiziert. Biologisch abbaubare Materialien könnten somit sogar eine Kunststoff-Kreislaufwirtschaft behindern, welche zur Schonung von Rohstoffen beiträgt und nicht im Konflikt mit Nahrungsmittel-Rohstoffen steht.
Es wird befürchtet, dass die biologische Abbaubarkeit von Kunststoffen dazu führt, dass Verbraucher diese weniger verantwortungsvoll handhaben und eher wegwerfen. Die Vermutung konnte in einer Untersuchung bestätigt werden.